# Konzulat Republike Slovenije v Monaku
Konzulat Republike Slovenije v Monaku je diplomatsko-konzularno predstavništvo (konzulat) Republike Slovenije s sedežem v Monaku; spada pod okrilje Veleposlaništvu Republike Slovenije v Franciji.
Trenutni častni konzul je Marc Lecourt.